# وندور
وندور (انگلیسی: Vendor) در زنجیره تأمین، به شرکت بازرگانی معتبر اطلاق می‌شود، که تأمین‌کننده کالا یا خدمات است. خریداران حرفه‌ای، با ارزیابی عرضه‌کنندگان کالا و خدمات مورد نیاز خود، فهرستی شامل عرضه‌کنندگان معتبر پذیرفته شده را تهیه می‌کنند، که در زمان نیاز به یک کالا یا خدمات خاص، در کوتاه‌ترین زمان بتوانند به نیاز خود دست پیدا کنند. این فهرست، وندور لیست خوانده می‌شود.

## فهرست وندور
در پروژه‌های بزرگ صنعتی از قبیل پروژه‌های نفت، گاز و پتروشیمی، پخش و پالایش، نیرو، فولاد، و دیگر صنایع بزرگ و حساس، زمانی که مسئولیت تأمین کالای مورد نیاز پروژه بر عهده مجری است، کارفرمایان یا مشاوران طرح، لیستی شامل کلیه کالا و تجهیزات مورد تأیید خود و شرکت‌های تولید یا توزیع‌کننده آن را پیوست قرارداد می‌کند و در قرارداد ذکر خواهد شد که مجری موظف است در اجرای پروژه تنها از محصولات مورد تأیید کارفرما استفاده نماید، به لیستی که شامل محصولات مورد تأیید کارفرما است و اطلاعات شرکت تولید یا توزیع‌کننده در آن وجود دارد "لیست بلند" یا " وندور لیست " می‌نامند. البته نام کامل و صحیح آن Approved vendor list به معنی لیست فروشندگان تأیید شده‌است. یا مخفف آن (AVL) است.
توضیح اینکه در کنار لیست بلند (وندور لیست) پیمانکار یا مجری طرح مجاز است لیست کوتاهی (Short list) را برای سهولت انجام اخذ پیشنهادها فنی و مالی و همچنین تسریع در فرایند ارزیابی تهیه و بر اساس آن فهرست تأمین کالا و تجهیزات خود را انجام دهد.
وندور لیست به منظور دستیابی سریع به اطلاعات تولید/توزیع‌کننده و فروشنده/گان در بازه زمانی کوتاه ایجاد می‌گردد.